# Travail du rêve
Dans L'Interprétation du rêve (Die Traumdeutung, 1900) de Freud, le travail du rêve ou travail de rêve (Traumarbeit) est l'opération qui permet de transformer les pensées latentes d'un rêve en contenu manifeste du rêve, tel que celui-ci se présente au rêveur. L'opération inverse consiste dans l'interprétation du rêve jusqu'à la mise à jour de son contenu latent.

## Définition
Dans sa préface à L'Interprétation du rêve (Traduction OCF.P), François Robert écrit en 2010 que le « travail d'interprétation (Deutungsarbeit) ne fait que répondre à un autre travail, le travail de rêve (Traumarbeit), qui a transformé les pensées de rêve latentes en un contenu manifeste ».

Selon J. Laplanche et J.-B. Pontalis en 1967, le travail du rêve consiste en un ensemble d'opérations « qui transforment les matériaux du rêve (stimuli corporels, restes diurnes, pensées du rêve) en un produit: le rêve manifeste. La déformation est l'effet de ce travail ». Les auteurs du Vocabulaire de la psychanalyse signalent qu'« à la fin du chapitre IV de L'interprétation du rêve (Die Traumdeutung, 1900), Freud écrit: "Le travail psychique dans la formation du rêve se divise en deux opérations: la production des pensées du rêve, leur transformation en contenu [manifeste] du rêve" ». C'est la seconde de ces deux opérations « qui constitue au sens strict le travail du rêve dont Freud a analysé les quatre mécanismes: Verdichtung (condensation), Verschiebung (déplacement), Rücksicht auf Darstellbarkeit (prise en considération de la figurabilité), sekundäre Bearbeitung (élaboration secondaire) ».
Le « travail de rêve » fait l'objet de tout le chapitre VI de L'Interprétation du rêve. Pour François Robert, « la véritable innovation théorique réside peut-être dans la notion même de travail de rêve. Car ce qui travaille, ce n'est pas le rêve, mais l'appareil de l'âme ».

## Les procédés du travail de rêve
Le travail du rêve met donc en jeu différentes étapes, brouillant les pistes et permettant à la satisfaction hallucinatoire de désirs inconscients de se déguiser, de différentes manières, jusqu'à former un compromis entre les différentes exigences de la personnalité.

### Condensation
Chaque élément du rêve renvoie à de nombreuses représentations. Ces représentations se condensent pour échapper à la critique ; il y a là déguisement, réduction, compression du rêve. Mais la condensation appelle également une autre remarque.
C'est dire que d'après cette thèse de la psychanalyse le rêve n'est pas simplement déterminé, mais bien plus surdéterminé, chaque élément du rêve renvoyant à plusieurs éléments inconscients. Il y a donc satisfaction de tendances de plusieurs registres ; l'interprétation d'une même scène se composera de plusieurs interprétations, se situant à différents niveaux.
Plus simplement, ce sont deux images qui se superposent en une.

### Déplacement
Le déplacement, c'est le déplacement de l'intérêt, ou plutôt un semblant de déplacement de l'intérêt. L'affect se voit décoller d'une représentation : donc les délégations psychiques de la pulsion se divisent. À la suite de cette isolation, l'affect sera déplacé sur une représentation auparavant anodine, sans intérêt particulier, et surtout ne contredisant pas les valeurs du Moi.
À la suite du déplacement, ce qui semble essentiel au rêveur n'est qu'anodin ; l'essentiel lui échappe complètement. Le déplacement est un mécanisme de défense.
Jacques Lacan travaillera le déplacement comme métonymie.

### Figuration
La figuration (traduction Meyerson de Darstellung) est le procédé par lequel les pensées du rêve sont transformées en images visuelles. Freud emploie le terme en allemand de Darstellung du verbe darstellen: « présenter », à ne pas confondre avec vorstellen, « représenter », et Vorstellung, « représentation ». Dans la « Terminologie raisonnée » de Traduire Freud, Jean Laplanche écrit: « La traduction classique de Darstellung hésite entre les deux termes: présenter et figurer ». Il distingue « présenter », connoté objectivement, et « (se) représenter » qui correspond à « une activité plus subjective voire réflexive ».

Freud considère une prise en considération de la figurabilité, traduction de l'allemand : Rücksicht auf Darstellbarkeit. Les OCF.P traduisent plus littéralement Darstellbarkeit par « présentabilité ».

L'inconscient ne peut faire passer un message, un contenu dans le rêve qu'en présentant ce message sous forme d'image ou de
scène animée, et de telle sorte que le contenu soit acceptable par la censure du rêveur. L'expression freudienne de Rücksicht auf Darstellbarkeit indique que l'inconscient tient compte du fait que les contenus oniriques ne peuvent être abstraits, doivent être figuratifs pour être (re)présentables.

### Élaboration secondaire
L'« élaboration secondaire » représente « un deuxième temps du travail (Arbeit) du rêve; elle porte sur des produits déjà élaborés par les autres mécanismes (condensation, déplacement, figuration) »: selon Laplanche et Pontalis, l' « élaboration secondaire » est pour Freud un « effet de la censure » et « peut être rapprochée de la rationalisation » .

## Travail du rêve et interprétation
L'interprétation du rêve s'efforcera donc, à partir du contenu manifeste, de retrouver le contenu latent du rêve « masqué » par le « travail du rêve ».

### Texte source de Freud
- L'interprétation des rêves, Tr. en français 1re éd. I. Meyerson (1926), Paris PUF, Nouvelle éd. révisée: 4e trimestre 1967, 6e tirage: 1987, février.  (ISBN 2 13 040004 3)
  - L'interprétation du rêve (1900), Traduction OCFP, IV, Paris, PUF, 2003; édition PUF/quadrige, préface François Robert, trad. Janine Altounian, Pierre Cotet, René Lainé, Alain Rauzy et François Robert, 2010  (ISBN 978-2-13-053628-4)

### Études sur le « travail du rêve »
- J. Laplanche et J.-B. Pontalis, Vocabulaire de la psychanalyse, Paris, P.U.F., 1re éd.: 1967, 8e édition: 1984,  (ISBN 2 13 0386210)
- Traduire Freud (A. Bourguignon, P. Cottet, J. Laplanche, F. Robert), Paris, P.U.F., 1989,  (ISBN 2 13 042342 6)
- Travail de rêve, travail du rêve (dir. Jean-Louis Brenot), Actes des Journées internationales Jean Laplanche, © Institut de France - Fondation Jean Laplanche, 2012.
  - Textes de C. Dejours, J C. Calich, J-M Dupeu, M. Rezende Cardoso, J-P Marnier, M T. De Melo Carvalho et P C. De Carvalho Ribeiro, U. Hock, L. Maia, A. Luchetti, H. Arcoverde Melo, F. Andrade et H. Arcoverde, H. Magalhães.